# Gmina zbiorowa Bersenbrück
Gmina zbiorowa Bersenbrück (niem. Samtgemeinde Bersenbrück) – gmina zbiorowa położona w niemieckim kraju związkowym Dolna Saksonia, w powiecie Osnabrück. Siedziba administracji gminy zbiorowej znajduje się w mieście Bersenbrück.

## Podział administracyjny
Do gminy zbiorowej Bersenbrück należy siedem gmin, w tym jedno miasto (niem. Stadt):
1. Alfhausen
2. Ankum
3. Bersenbrück
4. Eggermühlen
5. Gehrde
6. Kettenkamp
7. Rieste